# كلوز كريستيانسن (لاعب كرة قدم)
كلوز كريستيانسن (بالدنماركية: Claus Christiansen)‏ هو مدرب كرة قدم ولاعب كرة قدم دنماركي، ولد في 27 مارس 1972 في الدنمارك في مملكة الدنمارك. لعب مع آرهوس جمناستيك فورينينغ ونادي ميتييلاند.

## وصلات خارجية
- كلوز كريستيانسن على موقع عالم كرة القدم.نت (الإنجليزية)